# Guus Janssen (componist)
Guus Janssen (Heiloo, 13 mei 1951) is een Nederlandse componist en pianist.

## Leven en werk
Hij studeerde aan het Sweelinck Conservatorium te Amsterdam als leerling van Jaap Spaanderman en Ton Hartsuiker (piano) en Ton de Leeuw (compositie).
Janssen is een wendbaar componist die zich niet vastlegt op muziekgenres of -stijlen. Hij exploreert de grenzen tussen klassieke muziek en jazz en tussen gecomponeerde en geïmproviseerde muziek. Hij verkondigt de mening dat de scheidslijnen tussen muzikale genres lang niet zo groot zijn als men in het algemeen denkt.   
Hij treedt vaak op als uitvoerend kunstenaar en heeft daarbij samengewerkt met onder anderen Theo Loevendie, Evan Parker, Maarten Altena, John Zorn, George Lewis, Han Bennink, Harry Sparnaay en Gidon Kremer. Ook speelde hij met het Nederlands Blazers Ensemble, De Volharding, het Schönberg Ensemble, het Asko Ensemble, Nieuw Sinfonietta Amsterdam, het Residentie Orkest en de Ebony Band. Hij heeft diverse eigen ensembles geformeerd, met als bekendste het Guus Janssen Septet, waarvoor hij de meeste muziek zelf schrijft.
In het seizoen 2007-2008 was Janssen composer in residence bij Het Brabants Orkest.

## Prijzen
- 1981: Boy Edgarprijs voor Jazz en Geïmproviseerde Muziek
- 1984: Matthijs Vermeulenprijs voor het kamermuziekwerk Temet
- 2012: Johan Wagenaar Prijs voor het gehele oeuvre
- 2015: A. Roland Holst-Penning

## Werkenlijst (selectie)
- Dans van de malic matrijzen voor piano en blazers (1976-77)
- Octet voor 5 blazers en 3 strijkers (1978)
- Vijf kreukels voor accordeons (1979)
- Toonen voor orkest (1980)
- Streepjes, 2e strijkkwartet (1981)
- Temet voor kamerensemble (1983-84)
- Keer voor orkest (1988)
- Brake voor piano
- Faust’s Licht, opera (1985-1994)
- Noach, opera (1991-93)
- Klotz voor Gidon Kremer (1994)
- Mikado voor het Trio di Milano van Bruno Canino (1995)
- Verstelwerk, voor het Ensemble Loos en het Radio Kamer Orkest, in opdracht van de Donaueschinger Musiktage (1996)
- Hier°, opera (1996-2000)
- Basset voor het Trio di Clarone van Sabine Meyer (1998)
- Vioolconcert I’m asleep (2004)
- Belvédère voor 2 celli en orkest, opgedragen aan Larissa Groeneveld, Ernst Reijseger en Het Brabants Orkest, (2007)
- Stormen en Dringen voor ensemble (2009)
- Two Songs and a Tear voor drie sopranen en kwamerorkest, naar John Dowland (2009)
- ...van horen zingen... (2020) bassethoorn voor Fie Schouten [5'][1]